# Ельцовка (приток Сосновки)
Ельцовка — река в России, протекает по Яшкинскому району Кемеровской области.
Устье реки находится в 29 км по правому берегу реки Сосновка. Длина реки составляет 14 км. Притоки — Мостовая и Седелка.

## Данные водного реестра
По данным государственного водного реестра России относится к Верхнеобскому бассейновому округу, водохозяйственный участок реки — Томь от города Кемерово и до устья, речной подбассейн реки — Томь. Речной бассейн реки — (Верхняя) Обь до впадения Иртыша.